# Савко Юліан Федорович
Юліан-Зенон Федорович Савко (нар. 19 березня 1944, Кожичі, Яворівський район, Львівська область) — український скульптор, живописець, графік.

## Біографія
Народився 19 березня 1944 року у Кожичі, Яворівського району, Львівської області. Середню школу закінчив в м. Алчевську, біля Луганська. Навчався в Ростові на Дону в художньому училищі імені Грекова, на живописно-педагогічному відділі. У 1967 року перевівся в Косівське училище прикладного мистецтва на відділ художньої кераміки.[джерело?] 1976 року закінчив Львівський державний інститут прикладного та декоративного мистецтва. Серед викладачів Еммануїл Мисько, Карло Звіринський, Любомир Терлецький, [джерело?] Член Національної спілки художників. На даний час працює старшим викладачем кафедри академічного рисунку Львівської Національної Академії Мистецтв. Працює в галузі скульптури, живопису, графіки.

## Роботи
Скульптура
- «Портрет сучасника — творця майбутнього» (1980, тонований гіпс, 55×46×35).[3]
- «Народна художниця Параска Хома» (1982, тонований гіпс, 103×73).[4]
- «Думка» (1986, тонований гіпс, 48×33×35).[5]
- Пам'ятний знак 900-ліття Звенигорода (1987).[2]
- Пам'ятник Лесі Українці в Ковелі (1991).[2]
- Меморіальна таблиця Йосипові Сліпому на вулиці Коперника, 36 у Львові (1997).[6]
- Меморіальна таблиця Миколі Лемику в Миргороді (1997).[7]
- Пам'ятник Іванові Мазепі в Новояворівську (1997).[2]
- Пам'ятник Тарасові Шевченку в Новояворівську (співавтор — архітектор Юрій Жеплинський; 1997).[8]
- Меморіальна таблиця Романові Шухевичу у Львові на вул. Довбуша, 2 (2007).[9]
- Пам'ятник Тарасові Шевченку в селі Домажир (2010).[8]
- Пам'ятник дітям, закатованим у тюрмах Львова у 1949—1951 роках. Встановлений на Янівському цвинтарі 2012 року.[10]
- Пам'ятник ветеринарному лікарю на вулиці Пекарській у Львові (2016, архітектор Іван Тимчишин).[11]

Живопис
- «Народний майстер із Криворівні В. І. Зеленчук» (1976, картон, олія, 100×72).[12]
- «Яблука з колгоспного саду» (1976, папір, темпера, 58×70).[12]
- «Пасіка в Романівці» (1986, картон, олія, 49×85,5).[джерело?][12]
- «Портрет Стефи Лозинської» (1999, органіт, олія, 61×70).[джерело?][5]
- «Портрет академіка Якима Запаско» (2002, полотно, олія, 120×121).[джерело?][12]

## Галерея

Пам'ятник дітям, закатованим у тюрмах Львова у 1949—1951 рр. (2012)
Пам'ятник ветеринарному лікарю у Львові (2016)